# Phaner furcifer
Il valuvi forcifero (Phaner furcifer (de Blainville, 1839)) è un lemure appartenente alla famiglia Cheirogaleidae, endemico del Madagascar.

## Descrizione
È un primate di piccola taglia, lungo da 22 a 28 cm, per un peso da 300 a 500 g. Possiede una lunga coda  (28–37 cm). La pelliccia varia dal grigio-rossastro al grigio-brunastro e presenta una caratteristica striscia scura nella regione dorsale che si divide "a Y" in corrispondenza della testa, continuandosi ai lati di entrambi gli occhi.

## Biologia
Ha abitudini notturne e arboricole.
È un animale solitario e moderatamente territoriale: i territori dei maschi sono più grandi di quelli delle femmine e non si sovrappongono mai a quelli di altri maschi, mentre i territori delle femmine spesso si sovrappongono fra loro e sono parzialmente o totalmente inclusi nel territorio del maschio. In questo caso, possono nascere coppie stabili, che collaborano nella caccia e nella difesa del territorio.
Soddisfa la gran parte del suo fabbisogno alimentare nutrendosi di linfa e resine vegetali, che estrae dai fusti delle piante con l'aiuto del pettine dentale; integra la sua dieta con insetti e larve, eventualmente anche con piccoli vertebrati. Ha fama di grande razziatore di nidi ed anche (ma si tratta probabilmente di leggende locali, non confermate scientificamente) di animale goloso di miele, in quanto spesso elegge a proprio nido un tronco cavo dov'è presente un alveare.
Possiede una vasta gamma di emissioni vocali, fra cui rantoli, urla e ringhi, cui ricorre in particolare quando si sente minacciato.

## Distribuzione e habitat
La presenza di questa specie è limitata alla penisola di Masoala, nel Madagascar nord-orientale.
Il suo habitat naturale è rappresentato dalla foresta pluviale costiera.

## Tassonomia
In passato P. electromontis, P. pallescens e P.parienti venivano considerate sottospecie di P. furcifer ma in atto godono dello status di specie a sé stanti.

## Conservazione
La IUCN red list considera questa specie a basso rischio di estinzione.
Parte del suo areale ricade all'interno del Parco nazionale di Masoala.